# Sarah Choate Sears
Pour les articles homonymes, voir Sears et Sears (homonymie).
Sarah Choate Sears, née Sarah Carlisle Choate le 5 mai 1858 à Cambridge (Massachusetts) et morte le 25 septembre 1935 à West Gouldsboro (Maine), est une collectionneuse d'art, mécène d'art, entrepreneur culturel, artiste et photographe américaine.

## Biographie
Sarah Choate Sears est fille de Charles Francis et Elizabeth Carlisle Choate. Sa famille est l'une des Brahmane de Boston, une classe très importante de la société culturelle de Nouvelle-Angleterre.
En 1876, elle étudie la peinture à la Cowles Art School à Boston et suit ensuite des cours au Musée des Beaux-Arts de la ville, tout proche de chez elle.
En 1877, elle épouse le magnat de l'immobilier Joshua Montgomery Sears (1854–1905), l'un des hommes les plus riches de Boston. La combinaison de la richesse de sa propre famille et de celle de son mari signifie qu'elle peut vivre une vie de loisir, libre de poursuivre tout ce qui l'intéresse.
Elle poursuit ses études d'art et remporte des prix pour ses aquarelles à l'Exposition universelle de Chicago (1893), à l'Exposition universelle de Paris (1900), à l'Exposition pana-méricaine de Buffalo (1901) et à la Louisiana Purchase Exposition de Saint-Louis (1904). 

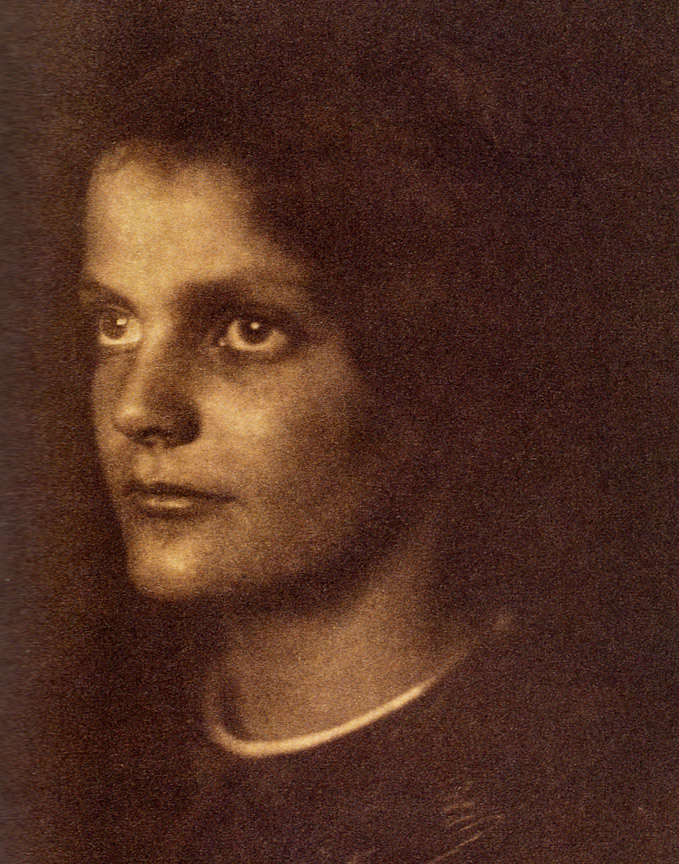
Mary, par Sarah C. Sears, photogravure publiée dans Camera Work, n° 18, 1907.

Vers 1890, elle commence à s'intéresser à la photographie et bientôt elle participe à des salons locaux. Elle rejoint le Boston Camera Club en 1892, et ses portraits et natures mortes attirent l'attention du photographe F. Holland Day. Bientôt, son travail gagne l'attention internationale.
Au début des années 1900, elle rencontre l'impressionniste américaine Mary Cassatt. Les deux femmes deviennent amies et le restent toute leur vie. Durant cette même période, elle est élue membre des prestigieuses associations photographiques, le Linked Ring à Londres et fait partie du mouvement Photo-Secession d'Alfred Stieglitz à New York...
En 1904, elle cesse de travailler pour s'occuper de son mari malade, et après sa mort, survenue un an plus tard, elle se consacre à la gestion des finances de la famille pendant une brève période. Elle voyage ensuite à travers l'Europe avec Mary Cassatt et la féministe Gertrude Stein et  collectionne encore plus d'œuvres d'art. Son style de vie très glamour se passe parmi les artistes, les musiciens et les écrivains. Sur les conseils de Cassatt, elle collectionne les premières peintures impressionnistes d'Edgar Degas, Édouard Manet et bien d'autres.
Sa collection comprend le célèbre Chanteur de rue de Manet, qu'elle offrira au Musée des Beaux-Arts.
Sous la direction de Stieglitz, elle collectionne également des peintures modernistes de Maurice Prendergast, Arthur B. Davies, Paul Cézanne, Georges Braque et Henri Matisse. Elle s'intéresse particulièrement à Prendergast, organisant sa première exposition à Boston et payant plus tard pour qu'il étudie en Europe.
En 1907, deux de ses photographies sont publiées dans Camera Work, mais à ce moment-là, elle perd beaucoup de son intérêt pour la photographie mais continue à peindre des aquarelles et ce jusqu'à la fin de sa vie.
Elle meurt le 25 septembre 1935 à West Gouldsboro, dans le Maine. Sa maison est un point d'arrêt du Boston Women's Heritage Trail.